# 伏龙芝军事学院
伏龙芝军事学院是前苏联陆军培养中级指挥和参谋军官的军事院校。亦為俄羅斯聯邦軍隊綜合軍事學院的前身。入学条件要求毕业于诸兵种合成军队高级指挥军事学校，担任过2年以上营级（含）军事主官职务，年龄不超过38岁，军衔为大尉或少校。设有基本系和函授系，学制均为三年，学习研究团、师、集团军的战术战役学。授予硕士学位。自1950年设立毕业生“金质奖章”。毕业生在军装右胸口佩戴银色徽标，担任团参谋长或团长（有营长资历）。

## 历史
1918年10月7日共和国革命军事委员会决定在莫斯科创建总参军事学院。1918年12月8日建成开学，第一期招收了180余名学员，大都是俄共（布）党员。1919年4月19日和6月14日，列宁两次亲临学院，为开赴前线的毕业生送行。1921年改名为工农红军军事学院。1924年1月开设研究生班。1924年4月至1925年11月，苏联革命军事委员会副主席、工农红军总参谋长米哈伊尔·瓦西里维奇·伏龙芝兼任工农红军军事学院院长。1925年10月伏龙芝逝世后以其名字为学院命名。设有摩托化和机械化教研室、空军教研室、战斗训练教研室、马列主义教研室、苏共党史和党政工作教研室、战争史和军事学术史教研室、外语教研室等。1931年，战役学教研室扩建为战役学系，培训集团军级至方面军级的指挥、参谋干部，1935年独立成为总参谋部军事学院。
1941年苏德战争爆发后，学院从莫斯科迁往塔什干，停办基本系，开设干部培训速成班。当年为作战部队输送军官约3千名。1943年，学院从塔什干迁回莫斯科，恢复设立基本系，学制三年。整个战争期间，为军队输送了1.1万名中级指挥与参谋干部。1947年，学院恢复研究生制度。
1998年9月，伏龙芝军事学院与马利诺夫斯基装甲兵学院合并为俄羅斯聯邦軍隊綜合軍事學院。并成为俄罗斯与北约军事交往的窗口单位。2004年院长是弗拉基米尔·I·波波夫上将。

## 历任院长
- 1918-1919年安东·卡尔洛维奇·克利莫维奇（俄语：Климович, Антон Карлович）
- 1919-1921年安德烈·叶戈尼耶维奇·斯涅萨列夫（俄语：Снесарев, Андрей Евгеньевич）
- 1921-1922年米哈伊爾·尼古拉耶維奇·圖哈切夫斯基
- 1922年1-8月 阿纳托利·伊里奇·格克尔
- 1922-1924年帕维尔·帕夫罗维奇·列别杰夫（俄语：Лебедев, Павел Павлович）
- 1924-1925年米哈伊尔·瓦西里维奇·伏龙芝
- 1925-1932年罗伯特·彼得罗维奇·埃德曼（俄语：Эйдеман, Роберт Петрович）
- 1932-1935年鮑里斯·米哈伊洛維奇·沙波什尼科夫一级集团军级指挥员
- 1935-1937年奥古斯特·伊万诺维奇·科尔克二级集团军级指挥员
- 1937-1939年叶菲姆·阿法纳西耶维奇·夏坚科（俄语：Веревкин-Рахальский, Николай Андреевич）军级政委
- 1939-1941年米哈伊尔·谢苗诺维奇·霍津（二级集团军级指挥员，1940年6月起为中将）
- 1941-1944年尼古拉·安德烈耶维奇·韦廖夫金-拉哈利斯基（俄语：Веревкин-Рахальский, Николай Андреевич）中将
- 1944-1948年尼坎德尔·伊夫兰皮耶维奇·奇比索夫（俄语：Чибисов, Никандр Евлампиевич）上将
- 1948-1950年维亚切斯拉夫·德米特里耶维奇·茨韦塔耶夫（俄语：Цветаев, Вячеслав Дмитриевич）上将，任上病逝
- 1950-1954年阿列克谢·谢苗诺维奇·扎多夫（俄语：Жадов, Алексей Семёнович）上将
- 1954-1968年帕维尔·阿列克谢耶维奇·库罗奇金（俄语：Курочкин, Павел Алексеевич）上将（1959年5月晋升为大将）
- 1968-1969年安德烈·特罗菲莫维奇·斯图琴科（俄语：Стученко, Андрей Трофимовичv）大将
- 1969年-1978阿列克谢·伊万诺维奇·拉济耶夫斯基（俄语：Радзиевский, Алексей Иванович）上将（1972年11月晋升为大将）
- 1978—1982 帕维尔·瓦西列耶维奇·梅尔尼科夫（俄语：Мельников, Павел Васильевич）上将
- 1982—1985 根纳季·伊万诺维奇·奥巴图罗夫（俄语：Обатуров, Геннадий Иванович）大将
- 1985—1991 Кончиц, Владимир Николаевич（俄语：Кончиц, Владимир Николаевич）上将
- 1991年7-8月弗拉基米尔·尼古拉耶维奇·洛博夫大将
- 1992—1997 Кузьмин, Фёдор Михайлович（俄语：Кузьмин, Фёдор Михайлович）上将
- 1997—1998 列奥尼德·谢尔盖耶维奇·左洛托夫（俄语：Золотов, Леонид Сергеевич）上将

## 外部連結
- Ганин А.В. Закат Николаевской военной академии 1914-1922. М.: Книжница, 2014. 768 с.: ил. （页面存档备份，存于）
- Военная академия за пять лет, 1918—1923. Сб. （页面存档备份，存于） М., 1923.
- . М. 1934 （俄语）.[永久]
- Густерин П. В. Восточный факультет Военной академии РККА им. М. В. Фрунзе.